# Generator Rex
Generator Rex (en Hispanoamérica, Generador Rex) es una serie de animación estadounidense creada por Man of Action Studios (grupo formado por Duncan Rouleau, Joe Casey, Joe Kelly y Steven T. Seagle), creadores de la saga de Ben 10, y realizada por Cartoon Network Studios. La serie está basada en el cómic M. Rex (acrónimo de Machina Rex), publicado en 1999 por Image Comics.
Fue estrenada en Estados Unidos el 23 de abril de 2010. Se estrenó en Latinoamérica el día 29 de agosto de 2010. En España su estreno se produjo en enero de 2011 en Cartoon Network España y posteriormente, en el mes de mayo, en el canal Boing, donde se estrenó la tercera temporada el día 3 de junio con nuevos capítulos, entre ellos el crossover «Ben 10/Generador Rex: Héroes Unidos».
La serie finalizó el 3 de enero del 2013 tras emitirse los 60 episodios. Desde septiembre de 2013 en Estados Unidos se emite en Boomerang, y desde marzo de 2014 se emite en Latinoamérica por Tooncast. Tiene una clasificación TV-PG-V. La serie cuenta las aventuras de un adolescente con superpoderes llamado Rex.

## Argumento
Cinco años antes del principio de la serie, una explosión masiva que se conoce como "El Evento Nanite" (que se pronuncia como "Nánaits") liberó los nanites en la atmósfera, infectando a todo ser vivo sobre la Tierra. Estos nanites que al azar se activan dentro del sujeto, lo transforman en un monstruo con o sin forma humana, conocido como "E.V.O." (En inglés como Exponentially Variegated Organism, En español como Ente Variable Orgánico u Organismo Exponencial Variante), el cual posee gran fuerza y a menudo poderes sobrenaturales, pero que por lo general no tiene control sobre sí mismo. Para combatir la amenaza E.V.O., la organización conocida como Providencia fue creada para capturarlos y buscar una cura.
Rex, uno de los muchos E.V.O.s afectados por los nanites un agente de Providencia, quien a diferencia de los otros E.V.O.s, es capaz de dominar sus nanobots, pudiendo convertir todo su cuerpo en distintas máquinas de combate y de curar a otros E.V.O.s., lo que lo hace único en su especie.Trabajando junto a varios compañeros como el Agente 6, Bobo y Holliday, detendrá la amenaza de los E.V.O.s y se enfrentará a poderosos enemigos como el malvado E.V.O. Van Kleiss.
La principal amenaza contra Providencia es Van Kleiss, un E.V.O. con conexiones no sólo al "Evento", sino con Rex también.

## Personajes
- Rex Salazar: El protagonista principal de la serie. Es un adolescente amnésico que no sólo es capaz de manipular los nanaits que han infectado su cuerpo y le han convertido en un E.V.O. sino que incluso puede curar a otros infectados. Puede crear máquinas gracias a su estado de E.V.O. Además de haber perdido todo recuerdo de antes de Providencia, crea sus BFS, Smack Hands. Como se muestra en los episodios 'La Plaga' y 'El Vándalo', sus poderes también pueden fallar cuando está cansado o exhausto. La serie inicialmente ocultó su pasado, pero lentamente se va revelando; una construcción fragmentada que puede ser ensamblada de varios episodios.

- Circe:. Es una adolescente de pelo negro con las puntas de rojo (aunque en la segunda temporada se lo ve de color azul) y vestimenta gótica. Rex la conoce en el capítulo 3 y, al igual que él, Circe es una E.V.O con la habilidad de desplegar una especie de trompa a su voluntad, capaz de atraer como derribar E.V.Os. Ella se une a Van Kleiss creyendo realmente en sus ideales. Actualmente Circe se encuentra, gracias a una sugerencia de Rex, en Hong Kong con la vieja pandilla del mismo. Está enamorada de Rex.

- Cesar Salazar: Hermano mayor de Rex, aparece en la segunda temporada de la serie, eventualmente ayuda a Rex con sus recuerdos. Llevándolo a visitar viejos lugares como México, en los cuales estuvieron; ellos y sus padres, los cuales tienen raíces de México y Buenos Aires. Hace su aparición cuando Rex tiene unas extrañas visiones sobre una máquina, que construye después, estando en un modo inconsciente.

- Agente Seis: Agente de Providencia enviado para controlar y proteger a Rex. Es un hombre recto que sigue las normas al pie de la letra. Siempre lleva gafas de sol y un traje verde; en conjunto, su aspecto recuerda poderosamente al Agente Smith de la serie de películas Matrix. Usa dos espadas katanas ocultas, las cuales también puede unirlas en un gran imán y usar los metales atraídos para arrojarlos contra los enemigos que se encuentren. Según lo que dice Rex, tiene un gusto por la menta. Se reveló después que él y Blanco fueron compañeros y fue quien encontró a Rex. A medida que avanza la serie se demuestra que Seis es el sexto hombre más peligroso del mundo.

- Dra. Rebecca Holiday: Científica de Providencia y doctora de Rex. Es una mujer que se preocupa de todo en especial de Rex, que lo trata como a un hijo y lo defiende de Providencia.

- Bobo Haha: Chimpancé E.V.O. con la capacidad de hablar y compañero de las aventuras de Rex.

- Noah Nixon: Amigo del protagonista. Un Adolescente catire contratado por Providencia, fue ordenado por Blanco a vigilar a Rex, pero acabó convirtiéndose en su mejor amigo.

- Van Kleiss: principal villano de la serie. Al igual que Rex, es capaz de manipular a voluntad sus nanomáquinas para controlar seres vivos a diferencia de Rex quien puede crear y controlar máquinas el controla la naturaleza. Además de ser el líder de "La Banda".

- Caballero Blanco (White Knight): El antiguo jefe de Providencia y excompañero de Seis.

- Caballero Negro (Black Knight): Se vuelve jefe de Providencia, cuando Blanco es despedido, y por consiguiente Rex sale de Providencia para formar un grupo con Holiday, Seis, Bobo Hanna y con el exjefe de Providencia: Blanco.

- Ben Tennyson /Ben 10: Es un adolescente de 16 años de otro universo, qué tiene un artefacto antiguo y poderoso, el Ultimatrix adherido que le permite transformarse en más de un millón de alienígenas. Solo aparece en el crossover especial Ben 10-Generador Rex: Héroes Unidos.

### Reparto
- Daryl Sabara es Rex Salazar.

- Wally Kurth es Agente Seis y Capitán Calan.

- Grey DeLisle es Doctora Holiday, Diane Farah.

- John DiMaggio es Bobo Haha, Skalamandra.

- Fred Savage es Noah Nixon.

- Freddy Rodríguez es César Salazar.

- J.K. Simmons es Blanco.

- Jennifer Hale es Negro.

- Troy Baker es Van Kleiss y Bio- Lobo.

- Tara Sands es Circe.

- Hynden Walch es Brecha.

## 1.ª Temporada
| N.º | #  | Título (Inglés)                   | Título (Hispanoamérica)  | Título (España)           | Director     | Guionista       |
| --- | -- | --------------------------------- | ------------------------ | ------------------------- | ------------ | --------------- |
| 1   | 1  | «The Day That Everything Changed» | El Día que Todo Cambió   | El día en que todo cambio | Sam Montes   | Man of Action   |
| 2   | 2  | «String Theory»                   | Teoría de Cuerdas        | La teoría del hilo        | Rick Morales | Man of Action   |
| 3   | 3  | «Beyond the Sea»                  | Más Allá del Mar         | Más allá del océano       | Chris Graham | Man of Action   |
| 4   | 4  | «Lockdown»                        | Bajo Llave               | Encerrados                | Sam Montes   | Scott Sonneborn |
| 5   | 5  | «The Architect»                   | El Arquitecto            | El Arquitecto             | Rick Morales | Amy Wolfram     |
| 6   | 6  | «Frostbite»                       | Congelados               | Congelado                 | Chris Graham | Marty Isenberg  |
| 7   | 7  | «Leader of the Pack»              | El Líder de los Mutantes | El Líder de la Banda      | Sam Montes   | Alexx Van Dyne  |
| 8   | 8  | «Breach»                          | Brecha                   | Breach                    | Chris Graham | Adam Beechen    |
| 9   | 9  | «Dark Passage»                    | Oscuro Pasadizo          | Pasado Oscuro             | Sam Montes   | Marsha Griffin  |
| 10  | 10 | «The Forgotten»                   | Los Olvidados            | Los Olvidados             | Rick Morales | Paul Giacoppo   |
| 11  | 11 | «Operation: Wingman»              | Operación: Acompañante   | Operación: Escudero       | Chris Graham | Eugene Son      |
| 12  | 12 | «Rabble»                          | La Chusma                | Callejeros                | Sam Montes   | Rob Hoegee      |
| 13  | 13 | «The Hunter»                      | El Cazador               | El Cazador                | Rick Morales | Michael Ryan    |
| 14  | 14 | «Gravity»                         | Gravedad                 | Gravedad                  | Rick Morales | Andrew Robinson |
| 15  | 15 | «What Lies Beneath»               | Lo Que La Verdad Esconde | En las profundidades      | Chris Graham | Marsha Griffin  |
| 16  | 16 | «The Swarm»                       | El Enjambre              | El Enjambre               | Sam Montes   | Paul Giacoppo   |
| 17  | 17 | «Basic»                           | Entrenamiento Básico     | Básico                    | Rick Morales | Scott Sonneborn |
| 18  | 18 | «Plague»                          | La Plaga                 | La Plaga                  | Chris Graham | Tad Stones      |
| 19  | 19 | «Promises, Promises»              | Promesas, Promesas       | Promesas, Promesas        | Sam Montes   | Man of Action   |
| 20  | 20 | «Badlands»                        | Tierra Mala              | Tierra mala               | Rick Morales | Eugene Son      |
| 21  | 21 | «Payback»                         | Favor Devuelto           | Venganza                  | Rick Morales | Rob Hoegee      |

## 2.ª Temporada
| N.º | #  | Título (Inglés)    | Título (Hispanoamérica) | Título (España)       | Director      | Guionista                 |
| --- | -- | ------------------ | ----------------------- | --------------------- | ------------- | ------------------------- |
| 22  | 1  | «Rampage»          | El vándalo              | Arrasando             | Rick Morales  | Rob Hoegee                |
| 23  | 2  | «Waste Land»       | Tierra de Desperdicios  | El vertedero          | Chris Graham  | Tad Stones                |
| 24  | 3  | «Lost Weekend»     | Fiesta Perdida          | La gran fiesta        | Seung-Hyun Oh | Scott Sonneborn           |
| 25  | 4  | «Alliance»         | Alianza                 | Alianza               | Chris Graham  | Paul Giacoppo             |
| 26  | 5  | «Robobobo»         | RoboBobo                | Robobobo              | Seung-Hyun Oh | Man of Action             |
| 27  | 6  | «Divide By Six»    | División entre Seis     | Dividido por Seis     | Rick Morales  | David Slack               |
| 28  | 7  | «Mixed Signals»    | Señales Confusas        | Señales mezcladas     | Chris Graham  | Alexx Van Dyne            |
| 29  | 8  | «Outpost»          | Lejos de casa           | Guarida               | Seung-Hyun Oh | James Felder              |
| 30  | 9  | «Haunted»          | La Casa Embrujada       | Mansión embrujada     | Rick Morales  | Tad Stones                |
| 31  | 10 | «Moonlighting»     | Un Trabajo Extra        | Pluriempleo           | Chris Graham  | Scott Sonneborn           |
| 32  | 11 | «Whitout a Paddle» | Juego Doble             | A raquetazo limpio    | Seung-Hyun Oh | Ken Pontac                |
| 33  | 12 | «Written in Sand»  | Escrito en la Arena     | Escrito en la arena   | Chris Graham  | Man of Action             |
| 34  | 13 | «Night Falls»      | Cuando Cae la Noche     | Cae la noche          | Rick Morales  | Amy Wolfram               |
| 35  | 14 | «Hard Target»      | Objetivo Difícil        | Objetivo difícil      | Seung-Hyun Oh | Paul Giacoppo             |
| 36  | 15 | «A Family Holiday» | Reunión Familiar        | La familia de Holiday | Rick Morales  | John Fang & Man of Action |
| 37  | 16 | «Exposed»          | Expuestos               | Al descubierto        | Chris Graham  | Charlotte Fullerton       |
| 38  | 17 | «Grounded»         | Castigados              | Castigados            | Seung-Hyun Oh | James Felder              |
| 39  | 18 | «Six Minus Six»    | Seis Menos Seis         | Seis menos Seis       | Chris Graham  | Alexx Van Dyne            |
| 40  | 19 | «Lions and Lambs»  | Leones y Corderos       | Leones y corderos     | Seung-Hyun Oh | Rob Hoegee                |

## 3.ª Temporada
| N.º | #  | Título (Inglés)             | Título (Hispanoamérica)       | Título (España)               | Director                  | Guionista       |
| --- | -- | --------------------------- | ----------------------------- | ----------------------------- | ------------------------- | --------------- |
| 41  | 1  | «Back in Black»             | Regreso en Negro              | Regreso a la oscuridad        | Seung-Hyun Oh             | Paul Giacoppo   |
| 42  | 2  | «Crash and Burn»            | A Toda Velocidad              | Carrera infernal              | Chris Graham              | Eugene Son      |
| 43  | 3  | «Heroes United (Part 1)»    | Héroes Unidos (1.ª parte)     | Héroes unidos (1.ª parte)     | Chris Graham & Kenji Ono  | Man of Action   |
| 44  | 4  | «Heroes United (Part 2)»    | Héroes Unidos (2.ª parte)     | Héroes unidos (2.ª parte)     | Chris Graham & Kenji Ono  | Man of Action   |
| 45  | 5  | «Phantom of the Soap Opera» | El Fantasma de la telenovela  | El fantasma del culebrón      | Kenji Ono                 | Scott Sonneborn |
| 46  | 6  | «Riddle of the Sphinx»      | El Enigma de la Esfinge       | El enigma de la Esfinge       | Seung-Hyun Oh             | James Felder    |
| 47  | 7  | «Double Vision»             | Visión Doble                  | Doble visión                  | Chris Graham              | Ken Pontac      |
| 48  | 8  | «Guy vs. Guy»               | Bromas Peligrosas             | Chico contra chico            | Seung-Hyun Oh             | Jake Black      |
| 49  | 9  | «Black and White»           | Blanco y Negro                | Negro y Blanco                | Chris Graham              | Man of Action   |
| 50  | 10 | «Deadzone»                  | Zona Muerta                   | Zona muerta                   | Kenji Ono                 | Scott Sonneborn |
| 51  | 11 | «Assault on Abysus»         | Ataque sobre Abismo           | Asalto en Abysus              | Seung-Hyun Oh             | James Felder    |
| 52  | 12 | «Remote Control»            | Control Remoto                | Control remoto                | Seung-Hyun Oh & John Fang | Ken Pontac      |
| 53  | 13 | «A Brief History of Time»   | Una Breve Historia del Tiempo | Una breve historia del tiempo | Chris Graham              | Paul Giacoppo   |
| 54  | 14 | «Mind Games»                | Juegos mentales               | Juego en mente                | Kenji Ono                 | Jonathan Callan |
| 55  | 15 | «Hermanos»                  | Hermanos                      | Hermanos                      | John Fang                 | Scott Sonneborn |
| 56  | 16 | «Target: Consortium»        | Objetivo: El Consorcio        | Objetivo: Consortium          | Chris Graham              | Alexx Van Dyne  |
| 57  | 17 | «Enemies Mine»              | Mina de enemigos              | Mina de enemigos              | Kenji Ono                 | Eugene Son      |
| 58  | 18 | «Rock My World»             | Estreméceme                   | Rockea Mi Mundo               | Kenji Ono                 | Alexx Van Dyne  |
| 59  | 19 | «Endgame (Part 1)»          | Juego Final (1.ª parte)       | Fin del juego (1.ª parte)     | John Fang                 | Rob Hoegee      |
| 60  | 20 | «Endgame (Part 2)»          | Juego Final (2.ª parte)       | Fin del juego (2.ª parte)     | Chris Graham              | Rob Hoegee      |

## Crossover Ben10/Generador Rex
Es un crossover entre esta serie y Ben 10: Supremacía Alienígena. Ben es enviado a la dimensión de Rex y lo confunde con un E.V.O, lo que llevó a pelear con él. Luego se unirán contra una nueva amenaza gigantesca. Además, Ben tendrá un nuevo alien, desbloqueado por Rex Y Ben le dará una nueva arma a Rex.
Fue anunciado el 11 de julio de 2011, en el San Diego Comic-Con durante un panel de Cartoon Network. Durante la conferencia, revelaron que el cruce sería un episodio especial extendido de Generador Rex, que se emitió el 25 de noviembre de 2011.

## Videojuego
Un videojuego titulado Generator Rex: Agent of Providence ha sido desarrollado para Wii, PlayStation 3, Nintendo DS, Nintendo 3DS y Xbox 360. El juego fue lanzado el 1 de noviembre de 2011 en los Estados Unidos, y fue publicado por Activision. La trama involucra Van Kleiss intentar encontrar planos para construir un Omega-One nanite.